# 瑟穆斯河
瑟穆斯河（法語：Semouse，法語發音：[səmuz]；亦作，[semuz]）是法国勃艮第-弗朗什-孔泰大区上索恩省与大東部大區孚日省的河流，是朗泰讷河的右支流，长41千米。